# Paratoxopoda frontalis
Paratoxopoda frontalis är en tvåvingeart som beskrevs av Ozerov 1993. Paratoxopoda frontalis ingår i släktet Paratoxopoda och familjen svängflugor.
Artens utbredningsområde är Kenya. Inga underarter finns listade i Catalogue of Life.